# 塚本倉人
塚本 倉人（つかもと くらと、1912年〈明治45年〉2月10日 - 2001年〈平成13年〉5月11日）は、日本の実業家。政治家。元福岡県甘木市（現・朝倉市）長（5期）。

## 来歴
福岡県出身。1930年（昭和5年）、甘木町立実業専修学校（現・福岡県立朝倉高等学校）卒。精米業を営み、後に合名会社化し、塚本食糧工業所を興す。1955年（昭和30年）に甘木市議会議員に初当選した。1963年（昭和38年）5月7日から1964年（昭和39年）10月8日まで、第6代市議会議長を務めた。同年、甘木市長に当選する。同年11月から1972年（昭和47年）11月まで2期務めた。

### 1976年甘木市長選挙
1976年（昭和51年）の甘木市長選挙に立候補して、保守系無所属の新人を破って返り咲きを果たした。
※当日有権者数：-人 最終投票率：-%（前回比：-pts）
| 候補者名   | 年齢 | 所属党派 | 新旧別 | 得票数   | 得票率 | 推薦・支持 |
| ---------- | ---- | -------- | ------ | -------- | ------ | ---------- |
| 塚本倉人   | 64   | 無所属   | 元     | 14,445票 | 55.4%  | -          |
| 田口喜八郎 | 54   | 無所属   | 新     | 11,620票 | 44.6%  | -          |

1980年（昭和55年）、無投票で通算4選を果たした。

### 1984年甘木市長選挙
共産党の新人との争いになったが、大差で破って通算5選を果たした。
※当日有権者数：-人 最終投票率：-%（前回比：-pts）
| 候補者名 | 年齢 | 所属党派   | 新旧別 | 得票数   | 得票率 | 推薦・支持 |
| -------- | ---- | ---------- | ------ | -------- | ------ | ---------- |
| 塚本倉人 | 72   | 無所属     | 現     | 16,149票 | 84.8%  | -          |
| 田篭勇   | 58   | 日本共産党 | 新     | 2,899票  | 15.2%  | -          |

1988年（昭和63年）に引退。2001年死去。

## 栄典
- 1989年 - 勲三等瑞宝章、甘木市名誉市民

## 親族
- 息子 - 塚本勝人（朝倉市長）

## 著書
- 『土と炎と水と 塚本倉人自伝』西日本新聞社、1989年